# Бастион (фильм, 1998)
«Бастион» (англ. Safe House) — американский художественный фильм 1998 года.

## Сюжет
Бывший агент спецслужб, пенсионер Мэйс, превратил свой дом в настоящую крепость. Повсюду расставлены суперсовременные системы безопасности. В каждой комнате хранится готовое в любой момент к бою оружие. Мэйс убеждает окружающих, что у него есть все основания опасаться за свою жизнь и что он продолжает представлять для вражеских разведслужб большой интерес как обладатель конфиденциальной и строго засекреченной информации.
Но даже самые близкие уже перестали верить главному герою и начинают считать все эти меры постоянной готовности к отпору лишь проявлением мнительности и старческой паранойи. Одна лишь домработница Энди стремится помочь ему выздороветь и прийти в себя.
Но какова же истина? И насколько ненормален бывший агент? Ведь как гласит поговорка: «Если у вас паранойя — это не значит, что за вами не следят».
Судя по тому как начинают развиваться события, скоро все системы безопасности докажут свою полезность… Или же всё это очередные страхи полусумасшедшего агента в отставке? Скоро всё станет окончательно понятно.